# Xã Milton, Quận Mahoning, Ohio
Xã Milton (tiếng Anh: Milton Township) là một xã thuộc quận Mahoning, tiểu bang Ohio, Hoa Kỳ. Năm 2010, dân số của xã này là 3.759 người.